# Calumet (Minnesota)
Calumet é uma cidade localizada no estado americano de Minnesota, no Condado de Itasca.

## Demografia
Segundo o censo americano de 2000, a sua população era de 383 habitantes.
Em 2006, foi estimada uma população de 362, um decréscimo de 21 (-5.5%).

## Geografia
De acordo com o United States Census Bureau tem uma área de
4,1 km², dos quais 4,1 km² cobertos por terra e 0,0 km² cobertos por água. Calumet localiza-se a aproximadamente 421 m acima do nível do mar.

## Localidades na vizinhança
O diagrama seguinte representa as localidades num raio de 12 km ao redor de Calumet.